# 大齒原黑麗魚
大齒原黑麗魚，為輻鰭魚綱鱸形目隆頭魚亞目慈鯛科的其中一種，分布於非洲馬拉威湖流域，體長可達8.8公分，棲息在淺水域，生活習性不明，以腹足類為食，可做為觀賞魚。

## 擴展閱讀
維基物種上的相關：大齒原黑麗魚